# Interfaz SERCOS

## Introducción
En el campo de Sistemas de Control Industrial ("Industrial control systems":), la interfaz de los diferentes componentes de control debe proporcionar un medio para coordinar las señales y comandos enviados entre los módulos de control. Si bien la coordinación estricta es deseable para entradas y salidas discretas, es especialmente importante en controles de movimiento ("motion control": ), donde dirigir el movimiento de los ejes individuales deben ser coordinados con precisión de modo que el movimiento de todo el sistema sigue una trayectoria deseada. Equipo de este tipo que requiere dicha coordinación, por ejemplo, son máquinas cortadoras de metal (Máquina herramienta), robótica, maquinaria de impresión, máquinas de embalaje y equipo para manejar materiales. La interfaz SERCOS (Sistema de Comunicación Serial en Tiempo Real – “SErial Real-time COmmunication System”) es una interfaz estandarizada a nivel mundial de interfaz digital abierta para la comunicación entre los controles industriales, dispositivos de movimiento (“drives”), y los dispositivos de entrada y salida (“I/O”). Se clasifica como norma IEC 61491 y EN 61491. La interfaz de SERCOS está diseñado para proporcionar en tiempo real (Computación en tiempo real ), las comunicaciones de alto rendimiento entre los controles de movimiento industrial ("motion control": ) y los controladores de servos digitales (“servo drive": ).

## Historia
Hasta principios de los 1980’s la mayoría de los sistemas de servo para controlar el movimiento en la maquinaria industrial se basaba en electrónica analógica. La interfaz aceptada para controlar tales dispositivos era una señal de voltaje analógica, donde la polaridad representada la dirección deseada de movimiento, y la magnitud representada la velocidad deseada o “torque”. En los 1980’s, los sistemas de “drives” y los dispositivos basados en la tecnología digital comenzaron a emerger. Se necesitaba desarrollar un método nuevo para comunicarse con las unidades y controlar tales unidades, ya que sus capacidades no podían ser aprovechadas con los métodos tradicionales utilizados con la interfaz de las unidades analógicas. Las primeras interfaces eran propiedad de un proveedor o diseñadas sólo para una finalidad, esto dificultó el poder intercambiar libremente los controles de movimiento y las unidades para los usuarios de los sistemas de control de movimiento. La afiliación de VDW (Asociación Alemana de Constructores de Máquinas-Herramienta - Verein Deutscher Werkzeugmaschinenfabriken) se preocupó por las consecuencias de esta tendencia. En respuesta a eso, en 1987, la VDW formó un grupo de trabajo junto con la ZVEI (Asociación Alemana de Industria Eléctrica y Electrónica -German Electrical and Electronics Industry Association) para desarrollar una especificación de interfaz abierta que fuera apropiada par los sistemas de “drives” digitales. La especificación resultante,  titulado interfaz SERCOS (Sistema de Comunicación  Serial  en Tiempo Real - SErial Real-time COmmunication System), fue liberado y posteriormente presentado a la IEC, el cual en 1995 lo lanzó como IEC 61491. Después del lanzamiento del estándar, miembros de empresas del grupo de trabajo original incluyendo ABB, AEG, AMK, Robert Bosch, Indramat, y Siemens, fundaron el "Grupo de Interés SERCOS" para administrar la norma.  A lo largo de la historia de la interfaz de SERCOS, sus capacidades se han mejorado hasta el punto que hoy en día no sólo se utiliza para los sistemas de control de movimiento, sino también para el control de E/S (“I/O”) en maquinaria, como una sola red de máquina.

## Versiones
SERCOS-I fue lanzado en 1991. El medio de transmisión utilizado es de fibra óptica.
La velocidad de datos suportada son 2 y 4 MBit/s, y las velocidad de actualización cíclica tan baja como 62.5 microsegundos. Se usa una topología en anillo. SERCOS-I también soporta un “Canal de Servicio” que permite la comunicación asíncrona con esclavos para los datos menos críticos de tiempo.
SERCOS-II fue introducido en 1999.  Amplió la velocidad de datos soportados a 2, 4, 8 y16 MBit/s.
SERCOS-III une los aspectos en tiempo real de la interfaz de SERCOS con el estándar Ethernet.

## Características de la interfaz SERCOS
Las características importantes de la interfaz de SERCOS incluyen:
- Comunicación libre de colisiones mediante el uso de un mecanismo de tiempo de ranura (time-slot)
- Protocolo de comunicación altamente eficiente (pocas “overhead”)
- Telegrama extremadamente bajo en jitter (determinado a menos de 1 microsegundo, en la práctica tan bajo como 35 nanosegundos)

- Perfiles normalizados altamente desarrollados acordado por grupos de múltiples proveedores de trabajo técnico para la interoperabilidad segura de dispositivos de distintos fabricantes.
- Capacidad de controlar, por ejemplo,  70 ejes de movimiento en una actualización de 250 microsegundos para cada unidad (drive). (SERCOS-III).[6]

## Soporte
La interfaz de SERCOS es soportada globalmente por SERCOS International e.V.. (SI), en Alemania. El apoyo regional es proporcionado por SERCOS América del Norte (EE. UU.) SERCOS North America, SERCOS China SERCOS China y SERCOS Japón. Estas organizaciones proporcionan un foro para el desarrollo continuo de la norma, así como la asistencia al usuario.

## Pruebas de conformidad e interoperabilidad
Un aspecto importante de un sistema de comunicaciones abierto interoperable son las pruebas rigurosas a la que son sometidos los productos a fin de asegurar el cumplimiento de la norma y su capacidad de operar en redes de distintos fabricantes. SERCOS International e.V. mantiene un Laboratorio de Conformidad en el Instituto de Ingeniería de Control de Máquina-Herramienta y Unidades de Producción de la Universidad de Stuttgart (ISW). Los productos que hayan superado las pruebas de conformidad pueden mostrar un logotipo que indica que cumplen el estándar; además son publicados en un Listado de Dispositivos Certificados.